# Mia Threapleton
Mia Honey Winslet Threapleton, född 12 oktober 2000 i London, är en brittisk (engelsk) skådespelare. 

## Karriär
Threapleton är av irländsk och svensk härkomst. Hon är dotter till skådespelaren Kate Winslet och målaren/filmskaparen Jim Threapleton. Hon filmdebuterade som 13-åring, då hon hade en cameoroll i Alan Rickmans perioddrama A Little Chaos (2014). På TV har hon spelat mot sin mor i ett avsnitt av antologiserien I Am... ("I Am Ruth", 2022), samt medverkat i dramaserierna Dangerous Liaisons (2022) och The Buccaneers (2023). Hon fick sin första huvudroll i en långfilm i den svarta komedin The Phoenician Scheme (2025), som är regisserad av Wes Anderson.

## Privatliv
Threapleton är Kate Winslets och Jim Threapletons äldsta barn. När hon var drygt ett år gammal skilde sig föräldrarna och hon växte därefter upp i både England och i New York. Hon har två yngre halvbröder och två yngre halvsystrar, däribland skådespelaren Joe Anders (född 2003), som modern  har tillsammans med filmregissören Sam Mendes. År 2010 flyttade Threapleton, med sin mor och halvbror tillbaka till England från New York, för att slippa paparazzifotografer. Sedan 2013 bor de i West Wittering i Sussex (West Sussex).
Threapleton har dyslexi och har sagt att hon ibland måste läsa manus "långsamt och stadigt för att kunna ta till sig saker fullt ut".

## Filmografi (i urval)

### Filmer
| År   | Titel                 | Roll                          | Noter |
| ---- | --------------------- | ----------------------------- | ----- |
| 2014 | A Little Chaos        | Helene                        |       |
| 2023 | Firebrand             | Joan                          |       |
| 2024 | Scoop                 | Medhjälpare till prins Andrew |       |
| 2025 | The Phoenician Scheme | Syster Liesl                  |       |

### TV-serier
| År   | Titel              | Roll            | Noter                 |
| ---- | ------------------ | --------------- | --------------------- |
| 2022 | Dangerous Liaisons | Rose            | 6 avsnitt             |
| 2022 | I Am...            | Freya           | Avsnittet "I Am Ruth" |
| 2023 | The Buccaneers     | Honoria Marable | Huvudrollsinnehavare  |

## Utmärkelser
| År   | Pris/Festival                         | Kategori          | Arbete                | Resultat | Ref.   |
| ---- | ------------------------------------- | ----------------- | --------------------- | -------- | ------ |
| 2025 | Newport Beach Film Festival           | Genombrottsartist | The Buccaneers        | Vann     | [ 20 ] |
| 2025 | Variety + Golden Globe Vanguard Award | Genombrottsartist | The Phoenician Scheme | Vann     | [ 21 ] |